# Zombie Gunship
Zombie Gunship est un jeu mobile de tir à la première personne avec un écran d'imagerie thermique 3D, où le joueur est un tireur qui tire sur des zombies depuis un avion d'attaque au sol AC-130 lourdement armé encerclant diverses cartes sélectionnées par l'utilisateur. Le jeu mobile a été développé par Limbic Software et sorti le 21 juillet 2011 pour iOS d'Apple, le 19 septembre 2013 pour Android sur le Google Play Store et le 8 octobre 2013 sur Amazon.

## Gameplay
L'objectif de Zombie Gunship est d'utiliser les systèmes d'armes de l'AC-130 pour cibler et tuer manuellement des vagues croissantes de zombies, qui attaquent des humains qui courent au-dessus du sol à la sécurité d'un bunker. Les zombies aussi se dirigent vers le bunker pour le submerger. Pour tuer des zombies et protéger les humains, Zombie Gunship met à disposition trois armes évolutives: un canon Gatling de 25 mm, un canon automatique Bofors de 40 mm et un canon d'obusier de 105 mm. Selon l'arme, la mise à niveau augmente la cadence de tir, la vitesse de la cible, la vitesse de refroidissement et le rayon des dégâts.
Le joueur peut atteindre des objectifs, gagner des grades militaires et collecter des pièces pour tuer des zombies et sauver des humains. Les pièces peuvent être utilisées pour des améliorations d'armes, des améliorations supplémentaires ou pour contourner des objectifs. Une partie individuelle se termine lorsque la porte du bunker est scellée pour empêcher un zombie de pénétrer dans le bunker, ou lorsque le joueur a tué un nombre maximum d'humains. Une centaine de pièces sont gagnées par humain sauvé et 20 pièces par zombie tué plus 2 pièces par mise à niveau de prime de zombie. Il n'y a pas de pénalité pour les pertes humaines.
Pendant le jeu, le joueur peut basculer la vision nocturne entre les modes chaud blanc et noir. En mode BHOT, les zombies sont blancs, les humains noirs. Dans WHOT les couleurs sont inversées.
Tous les 75 humains secourus activent automatiquement HSAS (Human Sequestration Advisory System), un mode de jeu bonus où il n'y a pas d'humains et où le joueur peut accumuler beaucoup plus de pièces car il n'y a pas d'humains que le joueur doit éviter lorsqu'il tire sur des zombies.
La version iOS de "Zombie Gunship" inclut le support AirPlay d'Apple qui permet de jouer au jeu sur un téléviseur connecté à une Apple TV.

### Ennemis
Il existe deux types d'ennemis, le zombie ambulant et le grand zombie rugissant, qui tenteront tous deux d'entrer dans le bunker sécurisé. Les deux zombies vont attaquer et tuer des humains, et les gros zombies apparaissent après qu'un certain nombre de zombies ont été tués. Les zombies qui marchent subissent moins de dégâts et peuvent être tués en un seul coup, alors que les gros zombies nécessitent plusieurs coups pour tuer (le plus efficace étant les tirs d'une combinaison d'armes ou le long tir du pistolet Gatling). Tuer les gros zombies et les zombies normaux récompense 20 pièces par mise à mort plus 2 pièces par mise à niveau de la prime de zombie.

### Cartes
Quatre cartes existent actuellement, chacune avec un bunker sûr. Le bunker Charlie 1 est un terrain simple contenant des collines, Bakersfield est une centrale électrique industrielle avec un train qui le traverse toutes les quelques minutes et Pleasant Acres est une parcelle d'habitation. Une nouvelle carte est ajoutée au jeu, nommée The Lockdown. C'est un grand complexe semblable à une prison avec une porte ouverte et des gravats muraux soufflés sur le côté. Il y a d'énormes murs entourant l'enceinte, à savoir 2 murs, dans lesquels il y a une paroi extérieure et une paroi intérieure.

## Accueil
Zombie Gunship a reçu des critiques généralement positives. En juillet 2011, IGN Editor's Choice a attribué au jeu une note de 9/10, le qualifiant de « jeu très difficile à réprimer ».  En août 2011, Macworld App Gem a évalué le jeu à 4,5/5, décrivant que «Tous ces éléments - la stratégie, les graphismes et le son, et oui, le frisson indéniable de renvoyer les morts-vivants dans la tombe dont ils ont rampé - font pour un jeu iOS convaincant ».  Au moment du lancement d'Android en septembre 2013, Android Central a déclaré que "Zombie Gunship" était « une tonne de plaisir », MythBusters Jaime & Adam's site Tested.com a fait l'éloge du fait que le jeu « emprunte une voie différente vers le réalisme, et cela fonctionne bien »,  et Droid Life a insisté sur le fait que « Si vous avez passé un moment à jouer à Call of Duty et que vous aimez vous asseoir dans le siège d'un AC-130, alors vous vous sentirez comme chez vous avec ce jeu ». 